# Liceo San Basilio di Blaj
Il liceo San Basilio Magno si trova nella Piazza 1848 di Blaj ed è uno dei primi cinque licei romeni della Transilvania, fondati sotto l'Impero austro-ungarico.
La scuola è stata fondata dal vescovo Petru Pavel Aron il 21 ottobre 1754, all'inizio per due classi.